# Провалля Юніор
Провалля Юніор, Табунна-1 (рос. Юниор, Табунная-1) — печера на Алтаї, Республіка Алтай, Росія.  Загальна протяжність — 70 м. Глибина печери — 38 м, амплітуда висот — 38 м; загальна площа — N/A м²; об'єм — N/A м³.  Печера відноситься до Західноалтайської області Алтайської провінції Алтай-Саянської спелеологічної країни. Кадастровий номер 5101/8601-1.